# Linwood (Scozia)
Linwood (Linwuid in lingua scots) è una località della Scozia, situata nell'area di consiglio di Renfrewshire.